# Juan José Urruti
Juan José Urruti Acosta (Rosario, 24 maggio 1962) è un ex calciatore argentino, di ruolo attaccante.

## Biografia
È il padre del calciatore argentino Maximiliano Urruti.

## Palmarès

### Club

#### Competizioni nazionali
- Campionato boliviano: 1

Bolivar: 1988